# Jean Goujon

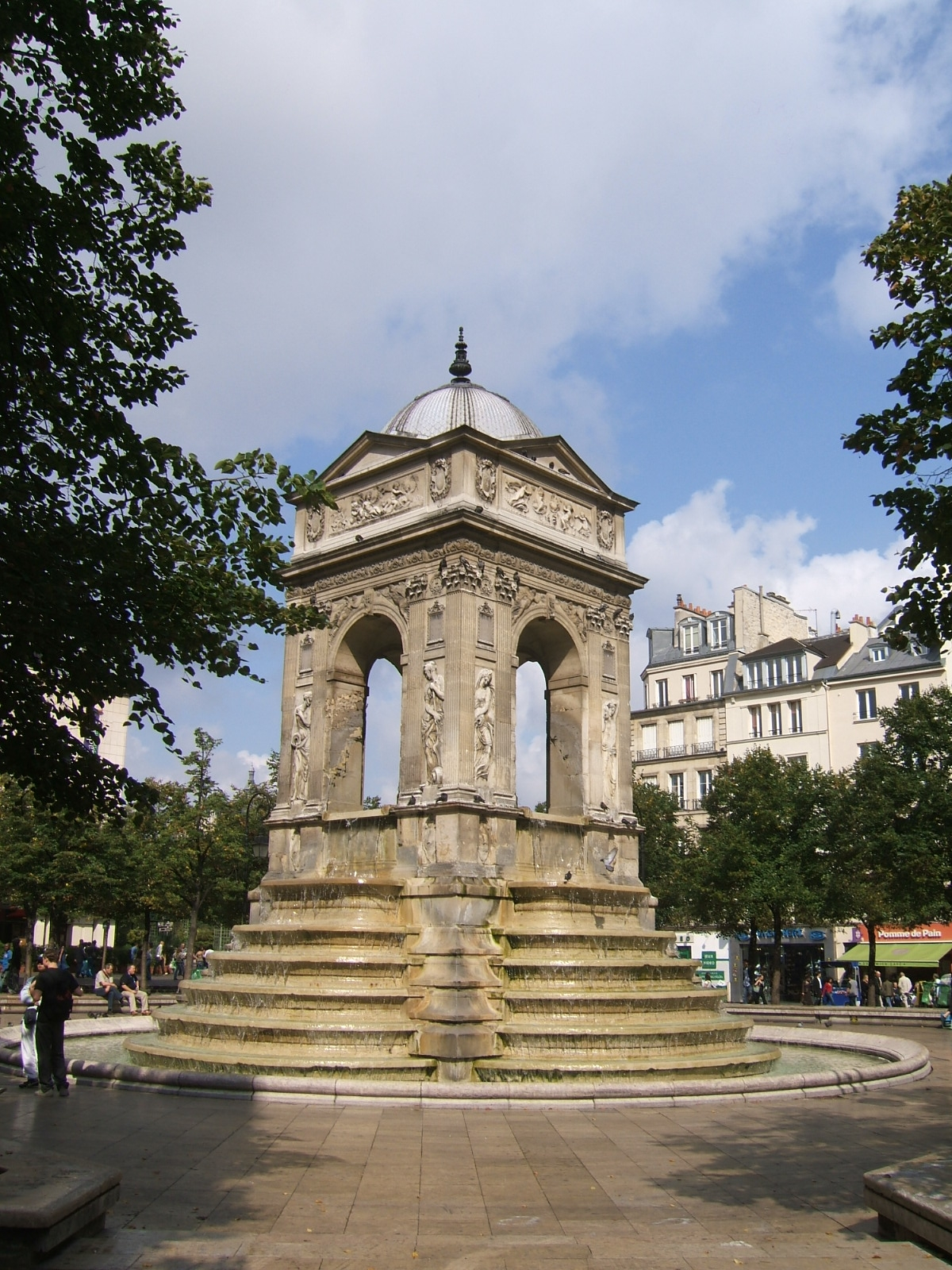
Fontanna Niewiniątek

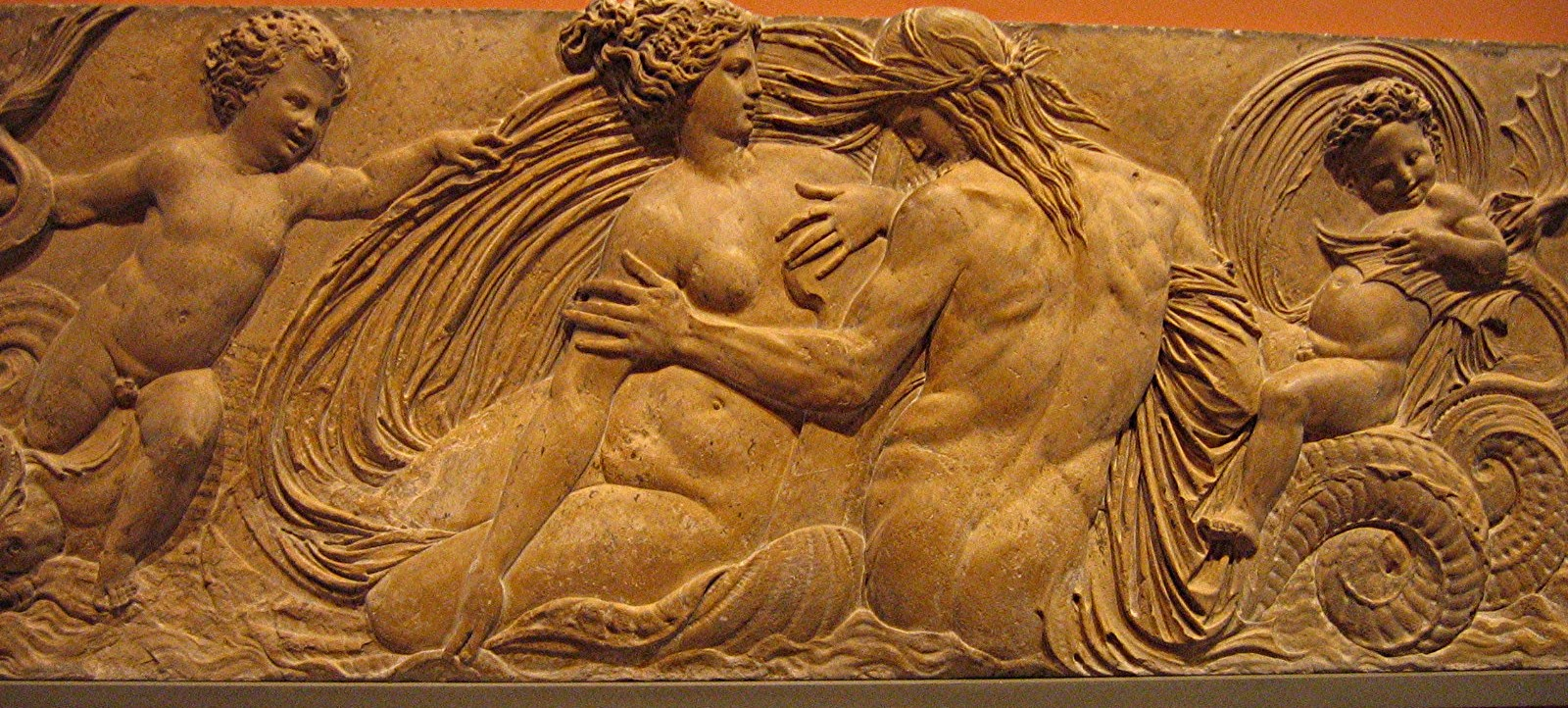
Relief Nimfa i Tryton (obecnie znajduje się w Luwrze)

Jean Goujon (ur. ok. 1510, zm. ok. 1565) – francuski architekt, rzeźbiarz, mistrz reliefu tworzący w manieryzmie.
Jean Goujon był artystą, który świadomie nie poddał się wpływom Primaticcia, z którym zresztą nigdy nie współpracował.
Był mistrzem reliefu. Nie reliefu florenckiego, lecz typu rilievo schiaccato, w którym istniało dające efekty perspektywiczne i iluzyjne architektoniczne tło. Był to relief płynnych linii, w którym tylko sposób przedstawienia postaci dawał efekt perspektywy. Widoczne jest to wyraźnie w jego reliefie opłakiwanie Chrystusa (1544). Wprawdzie postacie mają dużo wspólnego z figurami Rosso i Primaticcio, ale środki formalne są tu zupełnie odmienne. Goujon poszukiwał ekspresji poprzez stylizacje, skróty perspektywiczne i sposób opracowania tkaniny szat, które noszą przedstawione postacie.
Fontanna Niewiniątek, najważniejsza praca Goujon, powstała w 1549 roku z powodu uroczystego wjazdu Henryka II do Paryża. Początkowo miała być rodzajem architektonicznej trybuny na wzór łuku tryumfalnego. Ostatecznie wystrój rzeźbiarski ograniczył się do reliefów, a woda była tylko przedstawiona. Źródłem inspiracji były tutaj grafiki Rosso (nimfa), antyczne sarkofagi (tryton), łuk Tytusa (uskrzydlone alegorie). Ze swoją artystyczna wirtuozerią Goujon przekształcił te inspiracje w jednolity, subtelny język form artystycznych.
Goujon był zatrudniony także przy dekoracji Luwru, gdzie wykonał szereg rzeźb, m.in. emporę muzyczną w Luwrze, która wsparta jest na kariatydach.
W okresie prześladowania hugenotów, Goujon wyjechał do Bolonii i tam ok. 1565 roku zmarł.